# Обозний великий коронний
Обозний великий коронний (пол. Oboźny wielki koronny, лат. praefectus castrorum Regni) — уряд військовий Корони Королівства Польського та Речі Посполитої.

## Історія
Уряд був створений у XVI столітті в результаті поділу повноважень обозного королівського поміж обозних великого і польного. На цю посаду як члена штабу призначав спочатку Великий гетьман коронний, а з 1776 року король. Обозний великий коронний, імовірно, діяв при королеві, на відміну від польного, котрий діяв при великому коронному гетьманові.
До обов'язків обозного входило створення обозу, табору для коронного війська, командування ними та забезпечення його постачання.
Як старший офіцер (за рангом він знаходився, як правило, між реґіментарем і стражником) обозний великий коронний іноді командував вищими тактичними підрозділами, які називалися дивізіями.
У XVIII столітті цей уряд перетворився на почесний, титулярний, — звідтоді його займали люди, не пов'язані з військом.

## Деякі відомі обозні великі коронні
- Адам Александер Стадницький (1593—1602)
- Микола Данилович (1606—1609)
- Адам Жолкевський (?—1615)
- Адам Ольбрахт Пшиємський (1621—1640)
  - Миколай Беґановський, коронний обозний кварцяного війська (1638—1645)
- Микола Стогнєв[pl] (1640—1645)
- Адам Казановський[pl] (1645—1648)
- Самуель Єжи Каліновський (1649—1652)
- Стефан Чарнецький (1652—?)
- Себастьян Маховський, коронний обозний військовий (1654)
- Анджей Потоцький (1655—1661)
- Станіслав Ян Яблоновський  (1661—1664)
- Самуель Лещинський (1664—1676)
- Станіслав Ян Конецпольський (1676—1679)
- Станіслав Кароль Яблоновський[pl] (1700—1702)
- Єжи Александер Любомирський (1703—1729)
- Єжи Марцін Ожаровський[pl] (1729—1741)
- Прокоп Ліпський[pl] (1742—1758)
- Міхал Вєльгорський[pl] (1758—1762)
- Ігнатій Цетнер (1762—1763)
- Казімеж Красінський[pl] (1763—?)